# La 6e Victime
Pour plus de détails, voir Fiche technique et Distribution.
La 6e Victime (텔 미 썸딩, Tell Me Something)  est un film sud-coréen réalisé par Jang Yun-hyeon, sorti en 1999.

## Synopsis
A Séoul, une série de meurtres mystérieux monopolise les forces de police : des cadavres abandonnés a priori sans raison aucune dans des sacs, des corps découpés avec une précision chirurgicale. Au milieu de ce mystère, l'inspecteur Cho navigue en eaux troubles… jusqu'à sa rencontre avec l'énigmatique Chae Su-yeon, une jeune artiste, qui connaissait toutes les victimes.

## Fiche technique
- Titre : La 6e Victime
- Typographie alternative : La 6ème victime
- Titre original : 텔 미 썸딩 (Tell Me Something)
- Réalisation : Jang Yun-hyeon
- Scénario : Kong Su-chang, In Eun-ah, Shim Hye-won, Kim Eun-jeong et Jang Yun-hyeon
- Production : Chang Yoon-hyun, Ku Bon-han et Choe Kwi-deok
- Musique : Bang Jun-seok et Jo Yeong-wook
- Photographie : Kim Sung-bok
- Montage : Kim Sang-bum
- Pays d'origine : Corée du Sud
- Langue : coréen
- Format : Couleurs - 1,85:1 - DTS / Dolby Digital / SDDS - 35 mm
- Genre : Thriller
- Durée : 118 minutes
- Dates de sortie : 13 novembre 1999 (Corée du Sud), 5 juin 2002 (France)
- Film interdit aux moins de 12 ans lors de sa sortie en France

## Distribution
- Han Suk-kyu : L'inspecteur Cho
- Shim Eun-ha : Chae Su-yeon
- Jang Hang-seon : Le détective Oh
- Yu Jun-sang : Kim Ki-yeon
- Yeom Jeong-a : Oh Sung-min
- Ahn Seok-hwan
- Park Cheol-ho
- Lee Hwan-jun

## Autour du film
- C'est la deuxième fois que Han Seok-kyu et Shim Eun-ha jouent ensemble. On les avait déjà vus auparavant, en 1998, dans Christmas in August, de Hur Jin-ho.
- Le film était en compétition lors du Festival du film policier de Cognac en 2001 mais n'a rien remporté.